# ليليانا بايكساو
ليليانا بايكساو مواليد 3 مارس 1988، هي لاعبة كرة يد أنغولية تلعب كظهير أيمن. مثلت منتخب أنغولا لكرة اليد للسيدات.

## سجل المنافسة
شاركت في البطولات التالية:
- بطولة العالم لكرة اليد للسيدات 2013